# Петцольд, Кристиан
Кристиан Петцольд (нем. Christian Petzold, род. 14 сентября 1960[…], Хильден, Северный Рейн-Вестфалия) — немецкий кинорежиссёр и сценарист, представитель и лидер Берлинской школы.

## Биография
Кристиан Петцольд родился 14 сентября 1960 года в Хильдене. Вырос в Хане. В 1979 году после окончания гимназии нёс альтернативную службу в киноклубе. С 1981 года живёт в Берлине. В Свободном университете изучал театроведение и германистику. В 1988—1994 годах учился в Немецкой академии кино и телевидения. Во время учёбы работал кинокритиком, а также ассистентом режиссёров Хартмута Битомски и Харуна Фароки, который позднее участвовал в написании сценариев его игровых фильмов.
В 1995 году снял дипломный фильм «Авиатрисы». Десять лет спустя его фильм «Призраки» был включён в конкурсную программу Берлинского кинофестиваля, а сам Петцольд стал одним из лидеров «Берлинской школы» и любимцем критиков, которым импонируют как его киноэрудиция, так и стиль нового реализма.
В 2009 году поставил в Немецком театре в Берлине спектакль по пьесе Артура Шницлера «Одинокий путь» с Ниной Хосс в главной роли.

## Фильмография
- 1987 Миссия / Mission (короткометражный)
- 1989 Бабы / Weiber (короткометражный
- 1990 Юг / Süden (короткометражный, документальный)
- 1990 Блеск и нищета высокоодаренных / Glanz und Elend der Hochbegabten (короткометражный)
- 1991 На Восток / Ostwärts (короткометражный, документальный)
- 1993 Теплые деньги / Das warme Geld (короткометражный)
- 1994 Отпечатки / Abzüge (короткометражный, документальный)
- 1995 Авиатрисы / Pilotinnen (ТВ)
- 1996 Куба либре / Cuba Libre (ТВ)
- 1998 Постельная воровка / Die Beischlafdiebin (ТВ)
- 2000 Внутренняя безопасность / Die innere Sicherheit
- 2001 Мёртвый человек / Toter Mann (ТВ)
- 2003 Вольфсбург / Wolfsburg
- 2005 Призраки / Gespenster
- 2007 Йелла / Yella
- 2008 Йерихов / Jerichow
- 2010 Что-то получше смерти / Etwas besseres als den Tod (первая часть трилогии Драйлебен)
- 2011 Барбара / Barbara
- 2014 Феникс / Phoenix
- 2018 Транзит / Transit
- 2020 Ундина / Undine
- 2023 Красное небо / Roter Himmel
- 2025 Отражения № 3 / Miroirs No. 3

## Награды и номинации
- 2012 — премия Берлинского кинофестиваля «Серебряный медведь» за лучшую режиссуру (фильм «Барбара»)[5]
- 2023 — гран-при Берлинского кинофестиваля (фильм «Багровое небо»)[6]